# Martin Eichenbaum

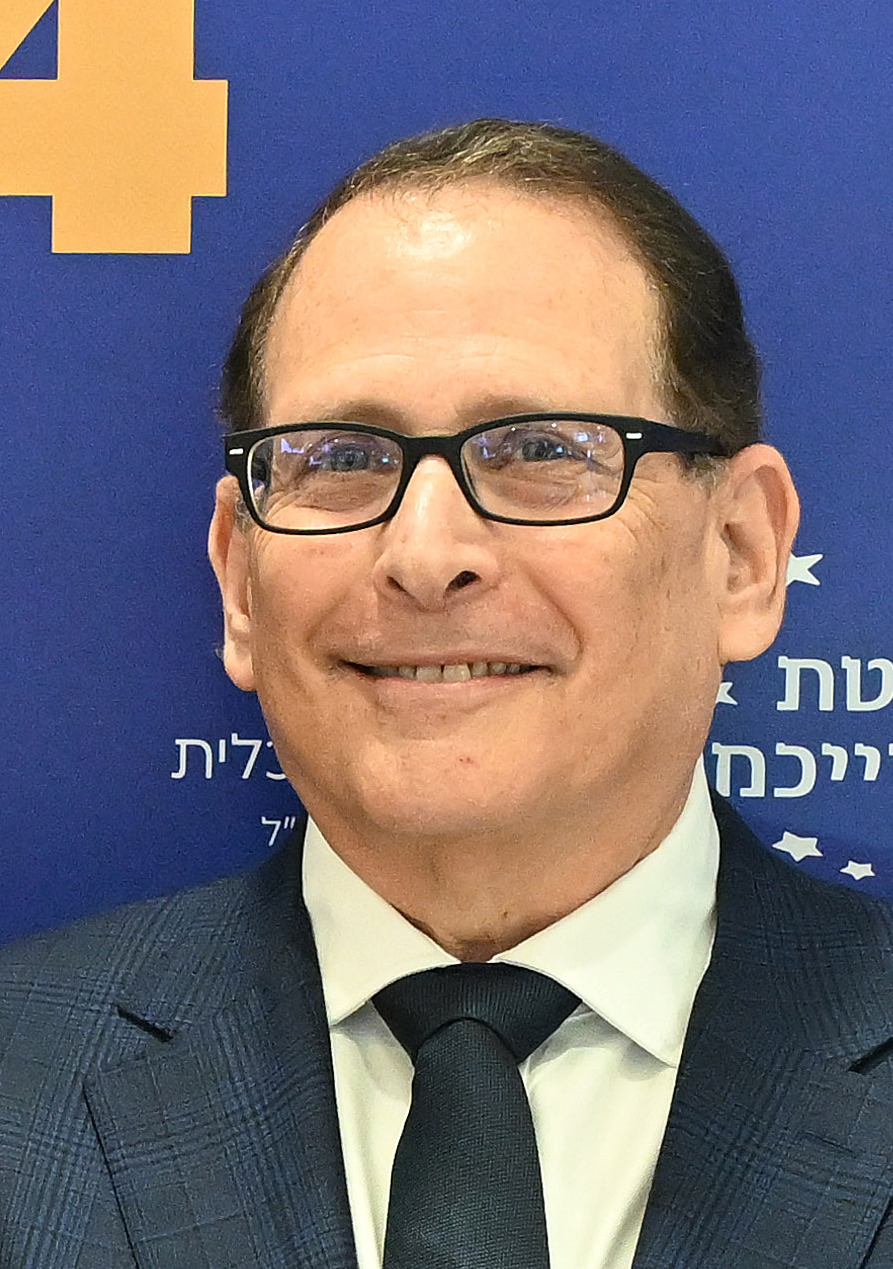
Martin Eichenbaum, 2024

Martin Stewart Eichenbaum (* 1954) ist ein kanadisch-US-amerikanischer Wirtschaftswissenschaftler und Hochschullehrer.

## Leben und Forschung
Eichenbaum erhielt 1976 einen Bachelor of Commerce von der McGill University. Im Jahr 1981 wurde er an der University of Minnesota zum Ph.D. der Wirtschaftswissenschaften promoviert. In seiner Doktorarbeit, die von Thomas Sargent betreut wurde, untersuchte er das zyklische Verhalten von Beschäftigung und Lagerbeständen in einem Gleichgewichtsmodell mit rationalen Erwartungen.
Ab 1981 arbeitete er als Assistant Professor an der Carnegie Mellon University, im September 1985 wurde er zum Associate Professor befördert. Im September 1987 ging er für ein knappes Jahr als Visiting Associate Professor an die University of Chicago. Seit 1988 ist er Professor für Volkswirtschaftslehre an der Northwestern University. Von September 2004 bis Dezember 2012 war sein Lehrstuhl nach  Ethel und John Lindgren benannt, seit Januar 2013 trägt er den Namen von Charles Moskos.
Er war Berater der Federal Reserve Bank of Chicago und war als Mitherausgeber der Zeitschriften American Economic Review, Journal of Monetary Economics, American Economic Journal – Macro sowie Journal of Money, Credit and Banking. Er ist Fellow der Econometric Society (1997), der American Academy of Arts and Sciences (2013) und der Royal Society of Canada (2022).
Eichenbaum forscht zu Makroökonomie und internationalem Handel und zur Rolle von Geld- und Fiskalpolitik für Konjunkturschwankungen. Dafür nutzt er unter anderem neokeynesianische DSGE-Modelle mit nominalen Rigiditäten.